# Piz Nadéls
Piz Nadéls är en bergstopp i Schweiz.   Den ligger i regionen Surselva och kantonen Graubünden, i den östra delen av landet, 120 km öster om huvudstaden Bern. Toppen på Piz Nadéls är 2 789 meter över havet, eller 87 meter över den omgivande terrängen. Bredden vid basen är 1,0 km.
Terrängen runt Piz Nadéls är huvudsakligen mycket bergig. Närmaste större samhälle är Ilanz, 18,2 km nordost om Piz Nadéls. 
Trakten runt Piz Nadéls består i huvudsak av gräsmarker. Runt Piz Nadéls är det mycket glesbefolkat, med 4 invånare per kvadratkilometer.